# فراشات نطاطة ذات فلقتين
فراشات نطاطة ذات فلقتين (الاسم العلمي: Eudaminae)، فُصيلة فراشات من حرشفيات الأجنحة وفصيلة. الجنس النمطي لفُصيلة هو فراشة نطاطة ذات فلقتين "Eudamus" وهو اليوم مرادفًا ل"Urbanus". يوجد بشكل كبير في الإقليم المداري الجديد، مع امتداد بعضها إلى أمريكا الشمالية المعتدلة وجنس لوبوكلا المحير (الذي يبدو أقرب إلى جنس Zestusa) الذي يوجد في شرق آسيا.